# Танцова академия
Танцова академия (на английски: Dance academy) е младежки телевизионен сериал в три сезона, заснет от австралийската компания Werner Film Productions, разказващ за живота на Тара Уебстър. Тара е първа година ученичка в Националната танцова академия в Сидни. Историята е разказвана предимно от нейно име. Тя се опитва да усъвършенства техниката на класическия балет,
като едновременно с това учи модерен балет и хип-хоп. Премиерата е на 31 май 2010 година. Вторият сезон започва на 12 март 2012 година и покрива втората ѝ година в академията, а третият от 8 юли 2013 година – третата година. До август 2012 г. правата за излъчване са продадени на 180 страни и покриват почти всички континенти.